# Dąbrowa Górnicza

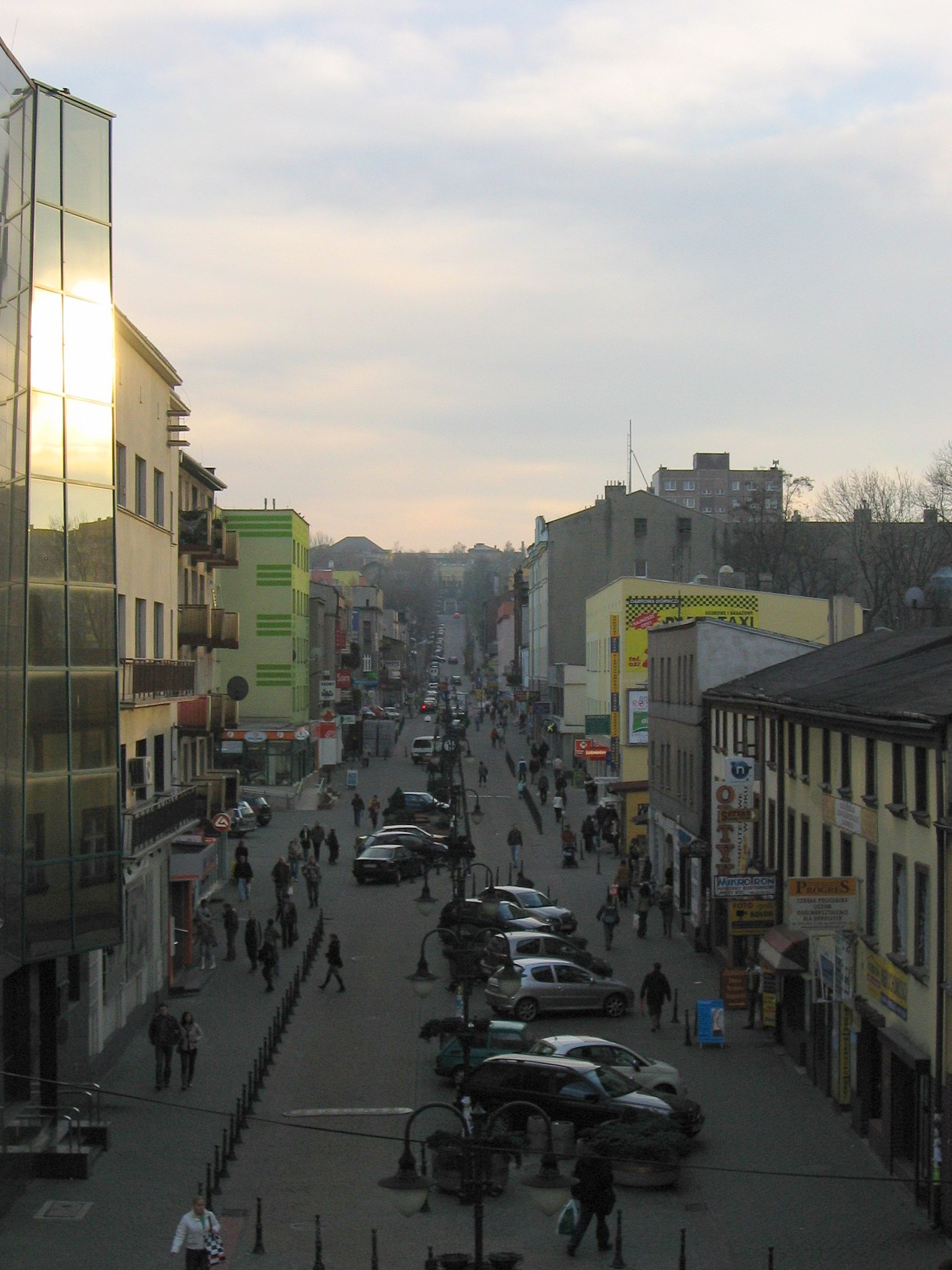
Ulica 3 Maja

Dąbrowa Górnicza (uitspraak: [dɔmˈbrɔva ɡurˈnit͡ʂa], ong. dombrova goernietja ["g" als in zakdoek]) is een stad in het Poolse woiwodschap Silezië. De oppervlakte bedraagt 187,81 km², het inwonertal 130.789 (2005).

## Verkeer en vervoer
- Station Dąbrowa Górnicza Huta Katowice
- Station Dąbrowa Górnicza

Stadsdistricten:
Bielsko-Biała ·
Bytom ·
Dąbrowa Górnicza ·
Gliwice ·
Jaworzno ·
Katowice ·
Jastrzębie Zdrój ·
Chorzów ·
Mysłowice ·
Piekary ·
Ruda Śląska ·
Rybnik ·
Siemianowice ·
Sosnowiec ·
Świętochłowice ·
Częstochowa ·
Tychy ·
Zabrze ·
Żory

Districten:
Będzin ·
Bielsko-Biała ·
Bieruń-Lędziny ·
Cieszyn ·
Częstochowa ·
Gliwice ·
Kłobuck ·
Lubliniec ·
Mikołów ·
Myszków ·
Pszczyna ·
Racibórz ·
Rybnik ·
Tarnowskie Góry ·
Wodzisław ·
Zawiercie ·
Żywiec